# 横浜ピアノ調律学院
横浜ピアノ調律学院は、神奈川県横浜市にあるピアノ調律師およびピアノ技術者の育成を目的とした養成所である。

## 概要
1984年に「横浜調律養成所」を設立。1995年に「横浜ピアノ調律学院」と改称し、2014年で設立30周年を迎える。これまでに600名以上のピアノ調律師を育成し、それぞれの希望にそった進路の斡旋に尽力している。講師全員が一般社団法人日本ピアノ調律師協会の会員であり、学院長は8年連続受審者推薦促進運動により同協会会長より表彰されている。

## 沿革
- 1984年 「横浜調律養成所」を設立。
- 1995年 「横浜ピアノ調律学院」と改称同時に現校舎へ移転。
- 1999年 管・弦楽器チューニングコース設立

## 履修科目
- 学科　調律理論・構造理論・製図
- 実技　調律・整調・修理・整音

## 養成コース

### 一般家庭の訪問調律を確実にこなせる技術を修得するコース
- A　全日制2年コース
- B　全日制1年コース
- C　週1回1年コース
- D　週2回1年コース
- E　わくわくコース（65歳以上）

### さらに高い技術を修得・研究するコース
- 国家資格受験コース　　※外部施設研修あり

## 研修
- 外部施設見学旅行　静岡県にあるピアノメーカーの工場見学や楽器博物館など。
- ボランティア実習　公共施設等での出張調律ボランティア。

## 施設
- 調律専用防音室
- 整調・修理実習室
- グランドピアノ調律室
- 託児ルーム（近隣に提携保育園あり。有料。）

## 関連する資格
- ピアノ調律技能士